# ウィリアム・オーガスタス (カンバーランド公)
カンバーランド公爵ウィリアム・オーガスタス（英: William Augustus, Duke of Cumberland, 1721年4月26日 - 1765年10月31日）は、イギリスの王族・軍人である。イギリス国王ジョージ2世とキャロライン・オブ・アーンズバックの3男として生まれ、1726年にカンバーランド公に叙された。
一般には、ジャコバイト蜂起による1746年のカロデンの戦いの鎮圧で有名であり、「屠殺者カンバーランド」という渾名でも知られている。カロデンの戦いの後の軍事経歴は華麗ではあったがことごとく失敗に終わり、1757年のクローステル・ツェーヴェン協定の後は戦場に赴くことはなく、政治と競馬に関心を向けた。

## 生涯

### 幼年時代

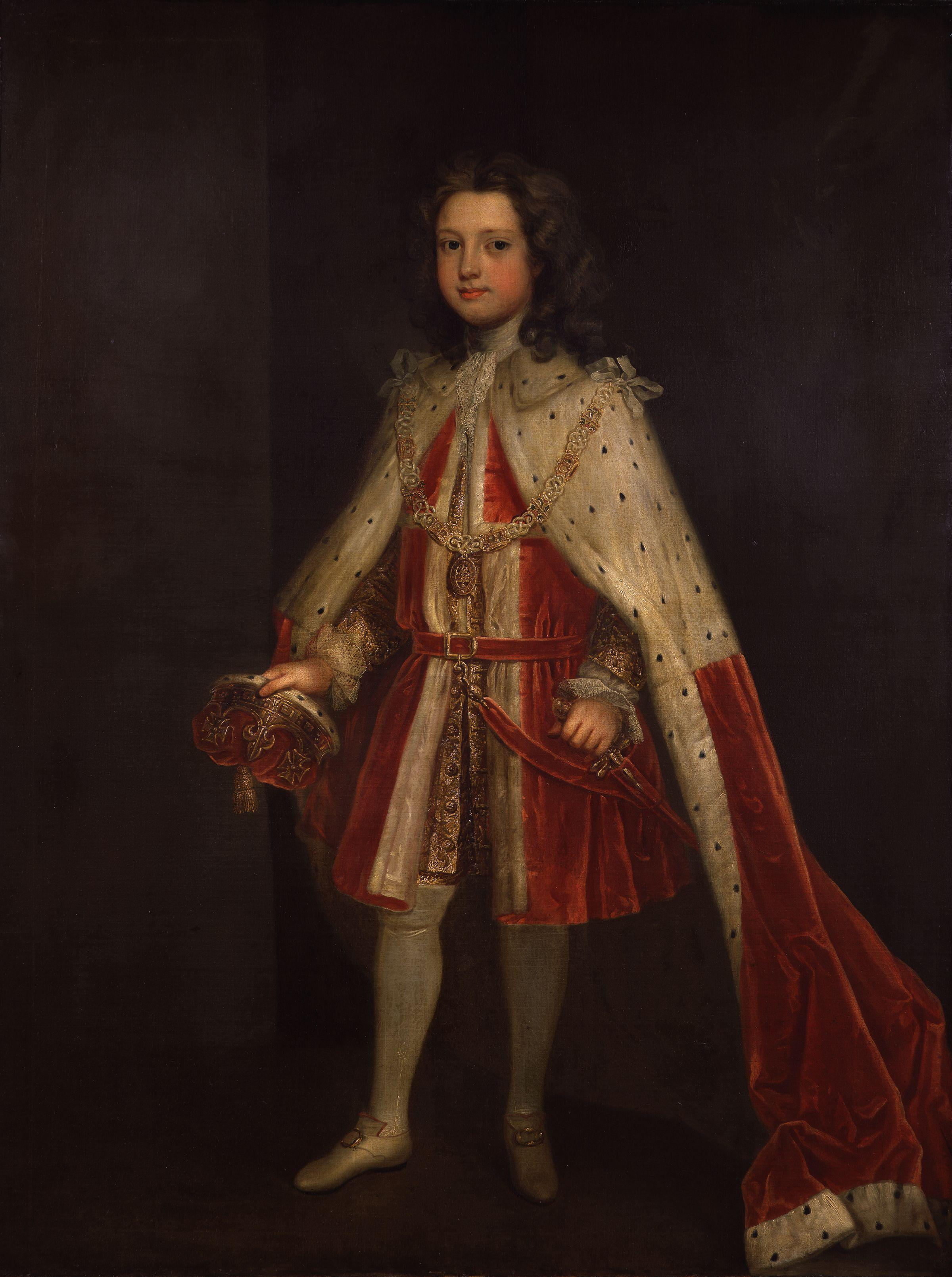
幼少時のウィリアム・オーガスタス

1721年、レスターフィールズ（現在のウェストミンスター、レスター・スクウェア）のレスターハウスで生まれた。ここは祖父であるジョージ1世がイギリス国王として即位した後に両親が移り住んだ場所であった。ウィリアムには名親にプロイセン王フリードリヒ・ヴィルヘルム1世やゾフィー王妃（ウィリアムの父方の叔母）がいたが、王や王妃自身ではなく代理の人物が務めたといわれる。1726年7月27日、わずか4歳にしてカンバーランド公、ハートフォード・カウンティのバークハムステッド侯爵、サリーのケニングトン伯爵、コーンウォール・カウンティのトレメイトン子爵、そしてオルダニー島の男爵に叙された。ジョージ2世はカンバーランドを溺愛し、長男である王太子フレデリック・ルイス（ジョージ3世の父）以上に遺産を残そうと考えていたともいわれる。
幼いカンバーランドは母キャロラインが家庭教師としてエドモンド・ハレーを雇ったこともあり、質の高い教育を受けた。他の家庭教師（時に応じてカンバーランドの代理人でもあった）としては、母のお気に入りのアンドリュー・フォンテーヌがいた。ハンプトン・コート宮殿には、ウィリアム・ケントによって、彼のために広く立派な部屋が作られた。長兄の王太子フレデリック・ルイスはカンバーランドと国王の所領を分け合うことを提案し、フレデリックはイギリス、カンバーランドはハノーファーをと持ちかけたが、結局無に帰した。
カンバーランドは子供の頃から勇敢であり、肉体的な能力にもすぐれていて、それが両親のお気に入りだった。4歳の時に第二歩兵近衛連隊に登録され、バス勲章を授与された。国王夫妻はカンバーランドを海軍本部に入れるつもりだった。1740年、カンバーランドは志願兵としてジョン・ノリス指揮下の艦隊で、1740年にはジェンキンスの耳の戦争などの戦闘に参加したが、すぐに海軍に嫌気がさし、代わりに、1741年2月20日に第一近衛歩兵連隊の大佐の地位を約束された。

### オーストリア継承戦争

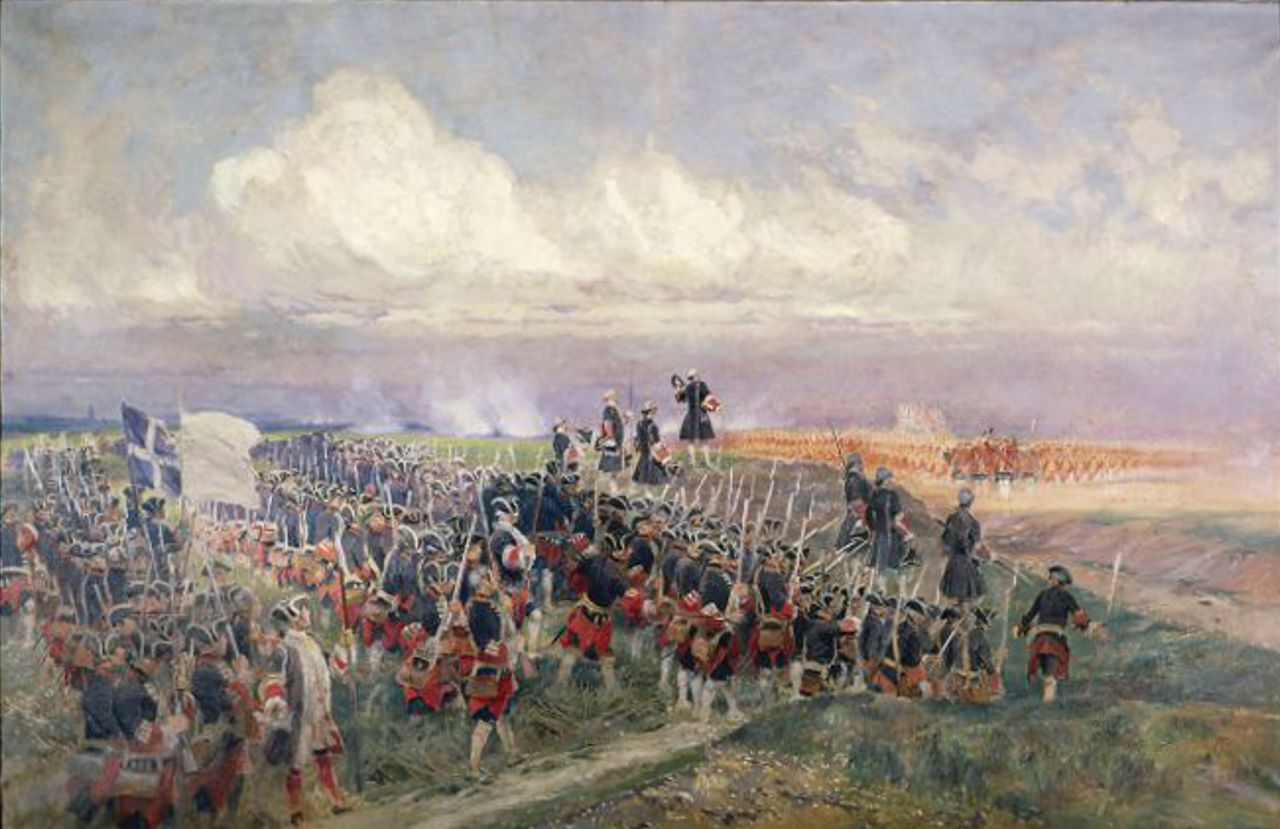
カンバーランドが初めて指揮を執ったフォントノワの戦い

1742年、カンバーランドは陸軍少将となり、翌1743年に初めて自らが戦う戦場を目の当たりにした。勇猛な息子（martial boy）といわれたカンバーランドはデッティンゲンの戦いの勝利を父と分かち合い、この戦いで脚にマスケット銃によるけがを負ったが、戦後陸軍中将に就任した。

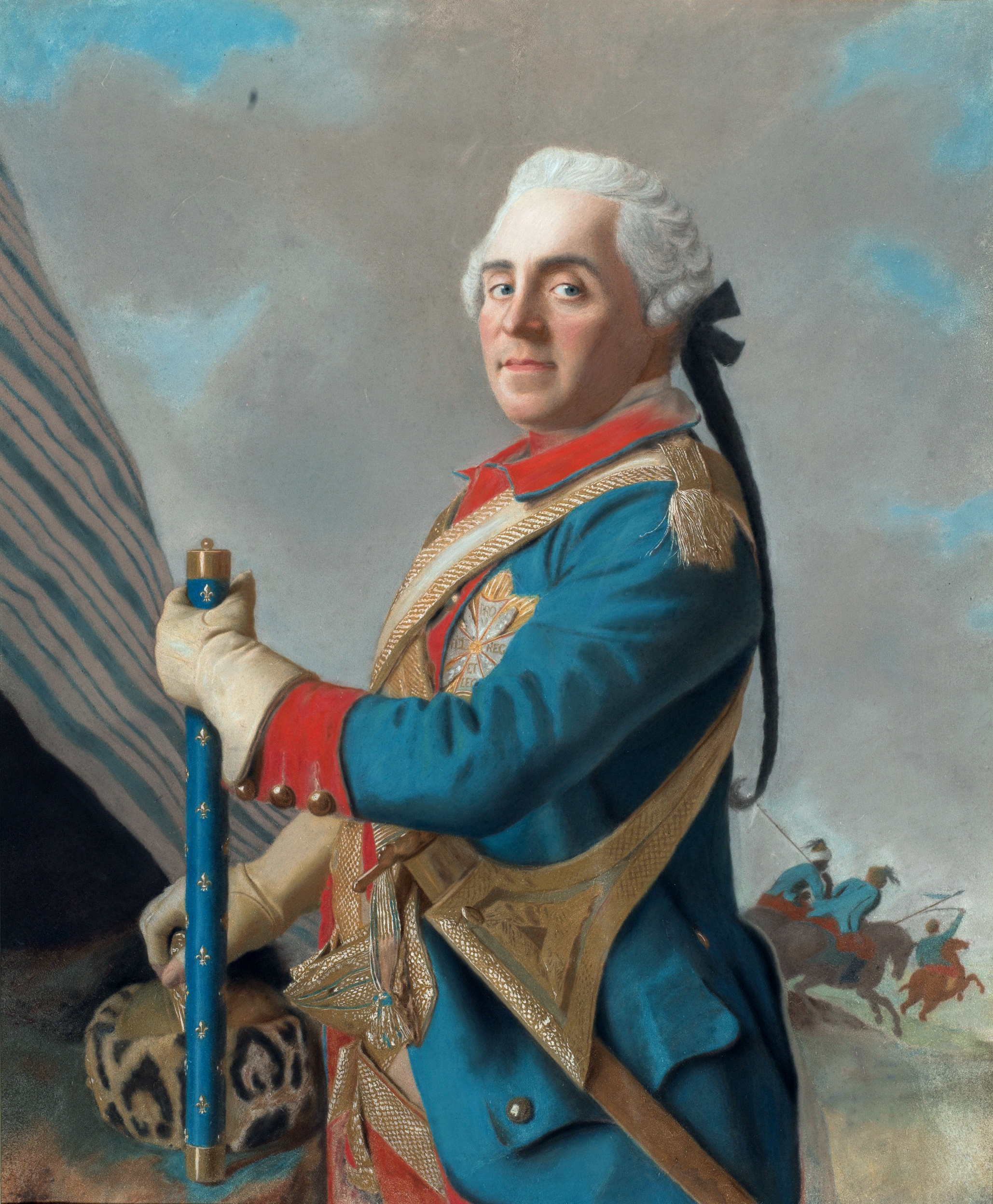
フランス軍元帥モーリス・ド・サックス

1745年、カンバーランドはイギリス陸軍総司令官の称号を得て、経験がなかったにもかかわらず、フランドルでイギリスとハノーファー、オーストリア、オランダ連合軍の総指揮を執った。当初カンバーランドはフランスに攻撃を仕掛け、パリ攻略に持って行く流れを作りたがったが、顧問の軍人達から敵軍が圧倒的な数的優勢に立っているため、不可能であると説得された。やがてフランス側の意図がトゥルネーを取ることであることが明らかになり、カンバーランドはモーリス・ド・サックス元帥が包囲しているこの町の救援に向かったが、1745年5月11日のフォントノワの戦いの結果、イギリス・オランダ・オーストリア連合軍はフランスに敗れた。
敗因はサックスがイギリス軍相手に戦場を選び、近くの森に狙撃兵を多数配備したのに対し、カンバーランドは作戦計画を立てた時点で森に兵が隠れているという脅威を無視しており、代わりにフォントノワの包囲に専心して、近くにいたフランス軍の主軍に攻撃を仕掛けたことと、フランスの拠点への攻撃の集中で、連合軍が勝つだろうと多くが思ったにもかかわらず森から狙撃兵を追わなかったこと、フォントノワを陥落させようとするオランダ軍のために、カンバーランドの兵が撤退せざるを得なくなったことなどであった。
この戦いの後カンバーランドはしばしば戦術を批判され、特に森を押さえておかなかったことが批判の対象になった。この戦いが終わらないうちにカンバーランドはブリュッセルに退却せざるを得なくなり、ゲント、ブルージュ、オーステンデの陥落を阻止することは不可能になった。

### ジャコバイトの反乱
カンバーランドは、当時のイギリスの将軍では主導的立場にあり、1745年のジャコバイト蜂起で、チャールズ・エドワード・ステュアート（若王位僭称者）の王位奪取を断固阻止する任務を請け負った。カンバーランドの就任は人望を集め、国民と部隊との士気を高めた。
フランドルから召喚されて以来、カンバーランドはこの反乱を抑えるための準備を続けてきた、ジャコバイト軍はイングランドに向けて南進しており、イングランドのジャコバイトが蜂起して彼らに合流することを望んでいた。しかしマンチェスター連隊のような限られた支援しか受けられず、ジャコバイト軍はスコットランドに撤退した。
カンバーランドはジョン・リゴンアー指揮下のミッドランド軍に加わり、敵の追跡を始めた。ジャコバイト軍がダービーから北へと撤退をはじめたからである。1745年12月、ペンリスに着いたところで、ミッドランド軍の先方部隊がクリフトン・ムーアに撃退され、カンバーランドは撤退中のスコットランド軍に追いつく望みはないことに気付いた。カーライルを取り戻した後、カンバーランドはロンドンに召還された。ロンドンでは、フランスの侵略を想定しての対戦の準備が進められていた 。1746年1月の、カンバーランドの代わりに指揮を執ったヘンリー・ハウリーの敗北は、イングランド国民の恐怖を掻き立てた。この時、雨あられと降りかかる拳銃の弾の中で、80人の竜騎兵が倒れて行った。これがフォルカーク・ミューアの戦いである。

### カロデンの戦い

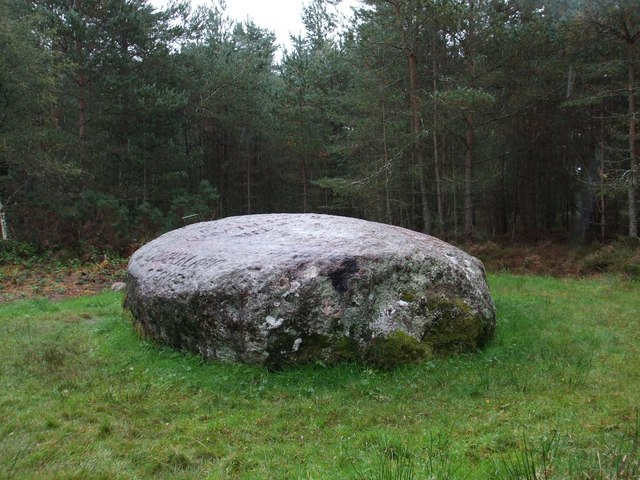
カンバーランド・ストーン。カンバーランドがこの上で、カロデンの戦いの成り行きを見守ったと言われる。

1746年1月30日にカンバーランドはエディンバラに着き、すぐにチャールズの探索に入った。アバディーンまで遠回りをして、来たる戦闘で彼の指揮下となる、装備を整えた部隊の鍛錬に時間を費やした。カンバーランドの鍛錬は、まず、射程内に敵が入るまで射撃を行わないこと、一度射撃すると敵の右側を銃剣で突くことだった。こうすることで、相手の剣を掲げた腕の下に入るからだった。
1746年の4月8日、カンバーランドはアバディーンを出発してインヴァネスに向かい、4月16日に天王山ともいうべきカロデンの戦いを戦い、チャールズを完敗させた。カンバーランドは兵たちに、ジャコバイトの反逆者の残党に対して、容赦ない攻撃を加えるように命令した（このジャコバイト軍では、フランス軍の兵や、イギリスやアイルランド生まれの者も正規な兵士とされていた）。カンバーランドの軍は戦場をくまなく歩き回り、まだ息のある敵兵を突いて去って行った。カンバーランドは、足元に横たわっている負傷兵が反乱軍であると知り、少佐にその者を撃つように命じた。少佐が命令を拒むと、一兵卒にその任務を果たすよう命じた。  
その後イギリス軍は、ハイランドのジャコバイトが支配する地域でのいわゆる「平和活動」に乗り出した。反乱軍はみな殺され、兵士でないものも殺された。反乱軍に関係した集落は焼かれ、家畜は大々的に没収された。100人以上の反逆者が絞首刑にされた。女たちは投獄され、多くの人間が裁判のため船でロンドンに運ばれたが、8か月に及ぶ旅の途中でその多くが死んだ。

### 屠殺者カンバーランド

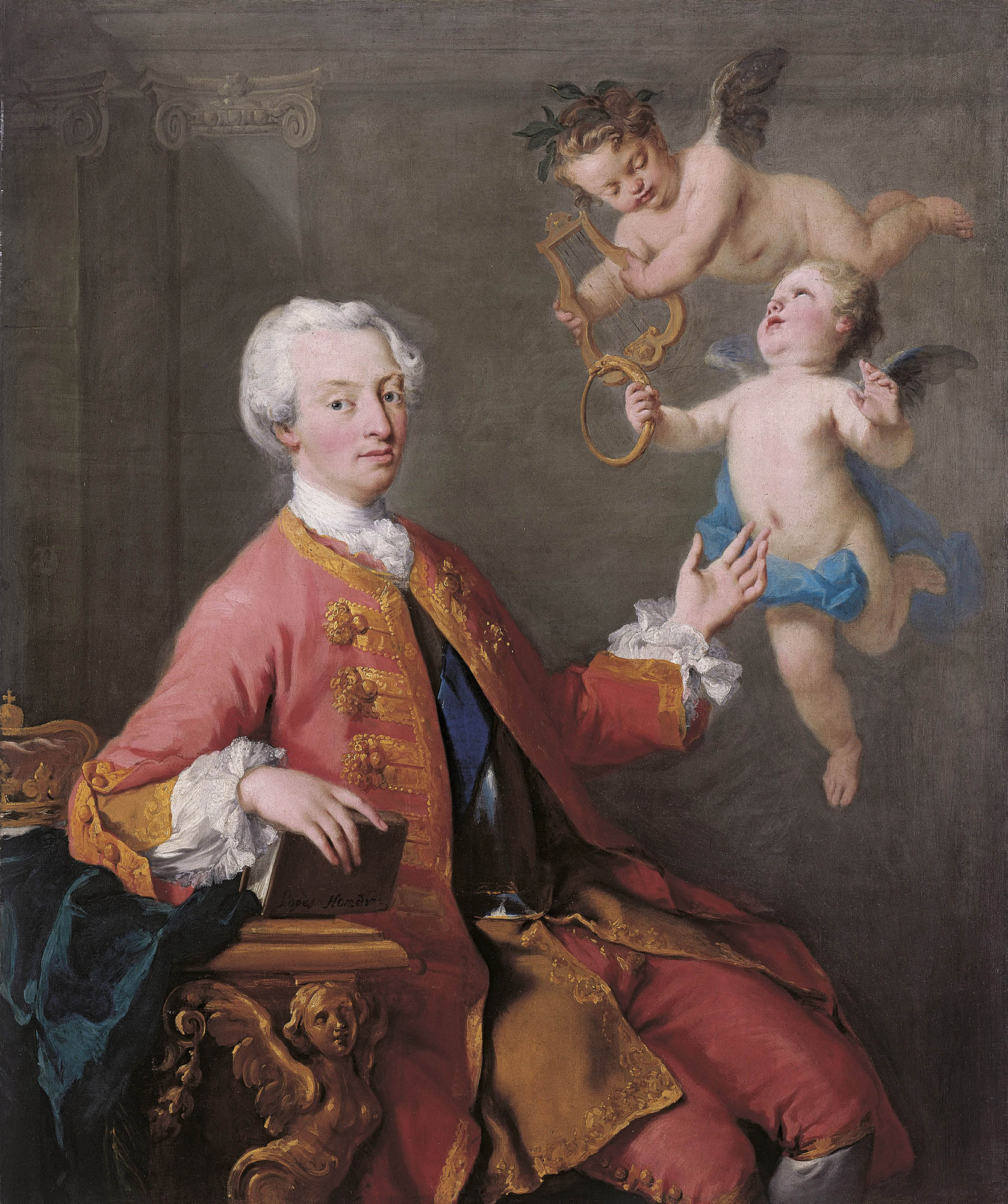
フレデリック・ルイス王太子

「屠殺者」は、政治がらみの皮肉として、ロンドンで最初に記録に残されたものである。兄で王太子のフレデリック・ルイスは、父王の代理で従軍する許可が下りておらず、カンバーランドへの悪意のある攻撃を奨励しているようにも見えた。カンバーランドによって、すぐに戦争が終わったと言っても過言ではない。スコットランド住民の大部分、そのスコットランド人以外のイギリス国民、そして植民地の住人が、ジャコバイトの威嚇からの救世主として彼を持てはやした。その一例として、カンバーランドはグラスゴー大学から、名誉学位を授与されていた。
カンバーランドは野営地にかなり厳しい規律を設けていた。彼は任務と判断したことを実践する際、兵をえこひいきせずに使った。そうでありながら、彼の注意を引くような特殊な場合には、温情的に自らの影響力を行使した。何年か後、ジェームズ・ウルフがカンバーランドについてこう述べている。「公はいつも高貴で寛大な人物である」カンバーランドの勝利の効果は、年間2万5千ポンドの支出がなされることが決定したこと、さらにその上王室費からも経費が出ることが認められた。またウルフやコンウェイには、カンバーランドがパトロンとなっていた。この勝利の、神への感謝の祈りがセントポール寺院で捧げられ、ゲオルク・フリードリヒ・ヘンデルが、特にカンバーランドのために作曲したユダス・マカベウス（征服せし英雄）が初演された。

### 敗北と幼君の補佐
1746年のフランドル方面作戦にはカンバーランドは参戦しなかった。この時フランスはブリュッセル包囲へ大きく前進し、ロクールの戦いで連合軍を破った。翌1747年、カンバーランドは大陸へ戻って、連勝を続けているサックスにもう一度戦いを挑み、1747年7月2日、ラウフフェルトの戦い（ヴァルの戦い）で大敗を喫した。ここはマーストリヒトの近くであった 。この戦いとベルヘン・オプ・ゾーム攻囲戦で、両軍は交渉の席に着き、1748年にアーヘンの和約が結ばれて、カンバーランドは帰国した。
カロデンの戦い以降、カンバーランドの人気は下り坂となって行った。これが政治で名を成すことへの妨げになった。フレデリック・ルイスの死によって、その王子であるジョージが次の国王に決まり、カンバーランドは、摂政の地位が可能であったにもかかわらず、その地位に自分がふさわしいと主張することができなかった。妥協策として、摂政の地位は、王太子未亡人のオーガスタに付与された。オーガスタはカンバーランドを敵とみなしていたが、彼女の権力は大きいものではなく、12人から成る委員会の助言を受けることになった。その委員会の筆頭委員はカンバーランドだった。

### 七年戦争

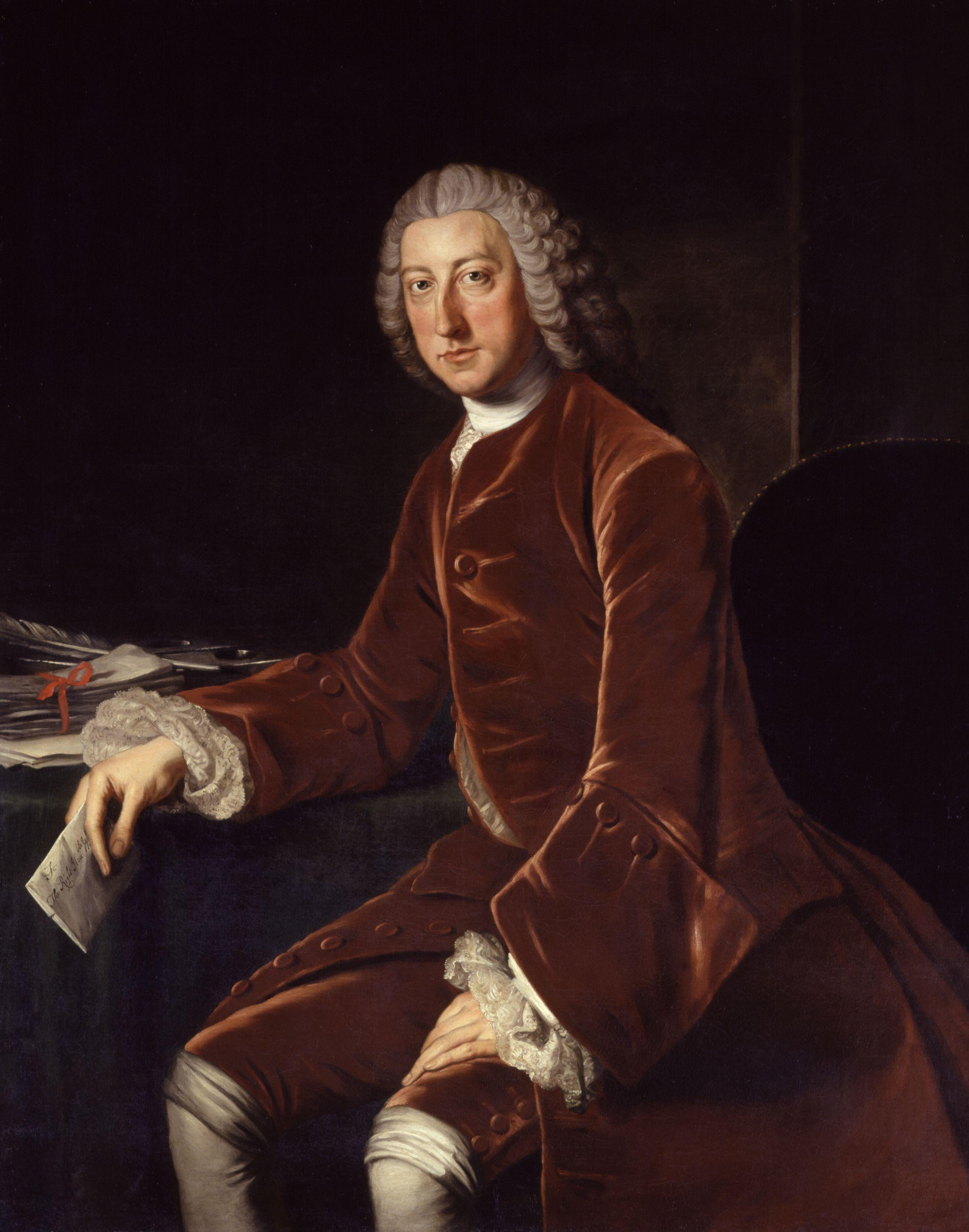
ウィリアム・ピット

1757年に七年戦争が勃発し、カンバーランドは偵察軍（Army of Observation）の指揮官となった。これはイギリスがドイツ兵を雇って作った軍で、フランスの攻撃からハノーヴァーの軍を守る目的があった。1757年7月26日、ハーメルン近くのハステンベックの戦いで、カンバーランドの軍はデストレ公爵の特別部隊に敗北した。戦闘の終盤に向けてはカンバーランドに有利に展開したものの、軍は退却を始めた。射程に入るまで敵を撃つなという規律は崩壊し、軍勢はばらばらになって北を目指した。カンバーランドは海軍が兵員と物資を持ってきて、それによって再集合と反撃が望めると期待したが、イギリス軍はカンバーランドに支援をする代わりに、ロシュフォール襲撃の準備に入っていた。その軍が、カンバーランドの支援に派遣されるべきという意見があったのに、それは実現しなかったのである。
1757年9月までに、カンバーランドとその軍勢は、北海沿岸のスタードの城塞に退いた。国王ジョージ2世は、カンバーランドに、単独講和のために任意で使える軍をよこした。リシュリュー公爵指揮下のフランスの包囲を受けたカンバーランドは、クローステル・ツェーヴェン協定に同意した。1757年9月8日のツェーヴェン修道院で、カンバーランド軍は解散させられることになり、ハノーヴァー領の大部分はフランスに占領された。
ロンドンへ戻ったカンバーランドは、講和への交渉を進める許可を事前に得ていたにもかかわらず、父王から手ひどい待遇を受けた。カンバーランドとの謁見で、ジョージ2世は「この息子は私の名を辱め、自らを貶めた」と発言した。これに対してカンバーランドは、軍やすべての公職から身を引き、私人として生活することにした。
また、1757年にヨーロッパに出陣する際、カンバーランドはウィリアム・ピットと対立しており、戦場に行く見返りとして、ピットを解任してほしいと父王に要請した。ピットは一旦退いたが、その後復帰した。その後、カンバーランドの敗北により、ピットは自由に戦略を立てることができるようになった。ジョージ2世もピットの考えを受け入れるようになっていた。ピットはハノーファーより北アメリカの植民地を優先させており、カンバーランドが目指したヨーロッパの攻防よりも、はるか上を行く構想をピットは立てていたのだった。
この時のカンバーランド軍にはジェフリー・アマーストがいた。アマーストはその後もヨーロッパの戦線にとどまっていたが、1758年の1月に本国からの指示でカナダに出発し、この年の7月にルイブールの戦いでフランス軍を破ることになった。

### 晩年

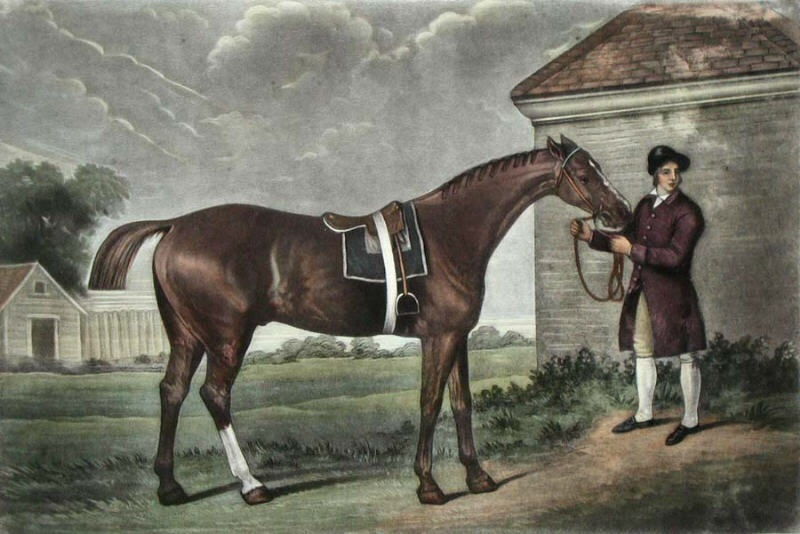
カンバーランドが育成した馬の一頭であるエクリプス

カンバーランドの晩年は、1760年10月25日のジョージ2世崩御により即位した、甥のジョージ3世の治世の始めのころであった。カンバーランドは国王への、最も影響力のある顧問であり、第一次ロッキンガム内閣の組閣を手助けした。閣議はウィンザーの彼の住居であるカンバーランドロッジ、またはロンドンでの邸宅であるアッパー・グロブスナー・ストリートのいずれかで開かれた。デッティンゲンでのけがが完治することはなく、肥満体であった。1760年の8月に脳卒中を起こし、1765年の10月31日にロンドンの邸宅で死去した。遺体はウェストミンスター寺院のヘンリー七世礼拝堂の、身廊（ネーブ）の下に埋葬された。カンバーランドは未婚であった。
カンバーランド公位は一旦消滅し、後に甥のヘンリー・フレデリックが、再度設けられたカンバーランド公爵に叙された。

### 競走馬の生産
カンバーランドは競走馬生産に力を入れ、1750年からウィンザーで馬産を始めた。ヘロド、エクリプスといったサラブレッド前史における最重要とも言える名馬を送り出したことはカンバーランドの功績であり、現代競馬に多大な貢献をしたと言える。

## グレートブリテン王国の称号、栄典そして公式紋

### 称号
- ウィリアム王子殿下[4]
- カンバーランド公爵殿下[4]

### 栄典
グレートブリテン王国の栄典
- ガーター勲爵士　（1730年）[1]
- バス勲爵士（1725年）[10]
- 枢密顧問官（1742年）[49]

学問関連

カンバーランドの公式紋章

- ダブリン大学総長（1751年－1765年）[50]

### 公式紋
1725年7月20日、君主の孫として、カンバーランドはグレートブリテン王国の公式紋の使用を許可された。この時の紋章は、銀の地に5つの星、真ん中の星に赤の十字、、それ以外の星は赤のカントン（盾）を背景にしている。1727年8月30日には、王子の公式紋の使用を許可された。それには星が3つ、中央の星に十字があしらわれている。

## 後年へ遺されたもの

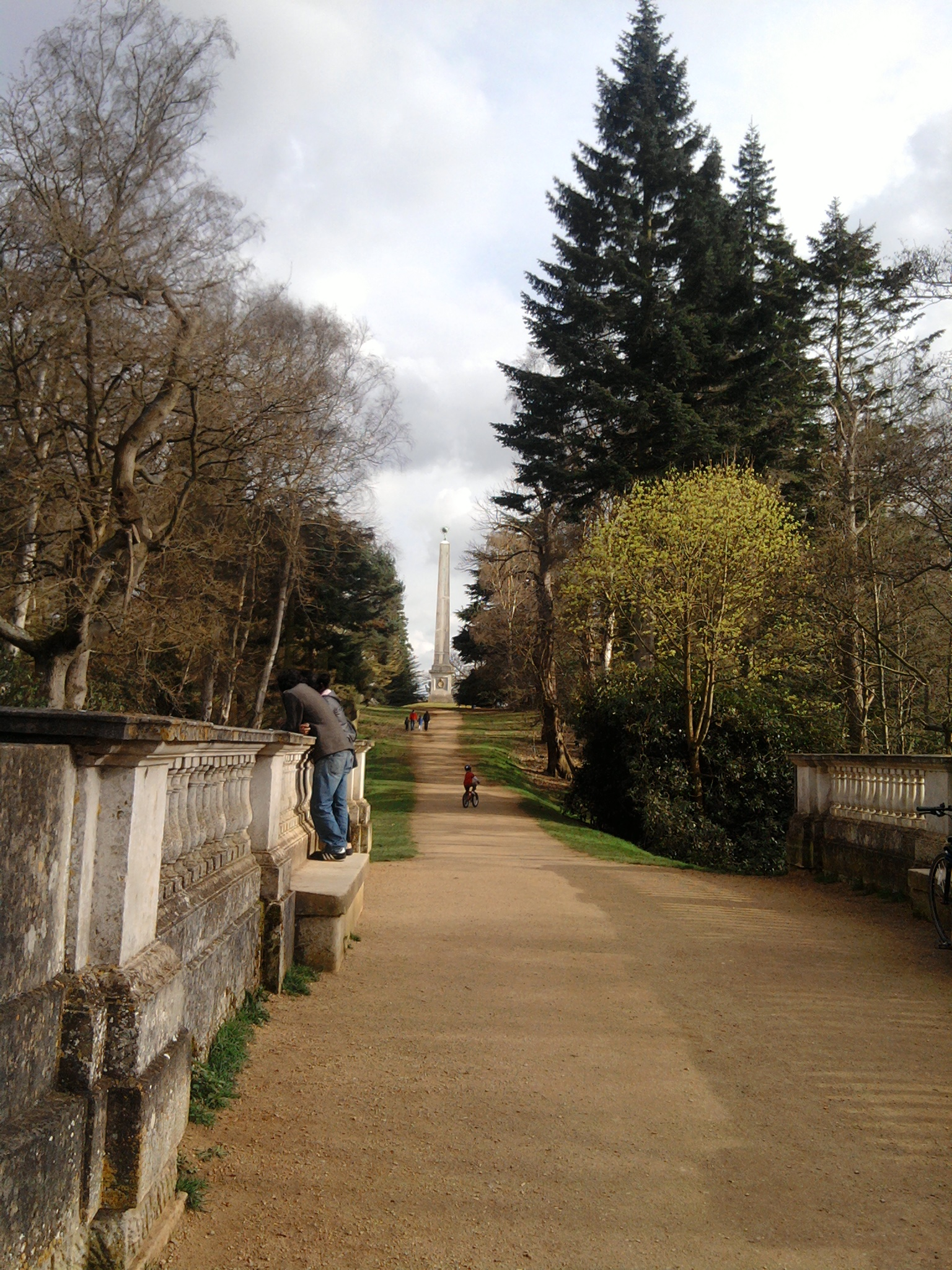
ウィンザー・グレートパークのオベリスク

ヴァージニアのプリンス・ウィリアム郡は彼の名にちなむ。アメリカ植民地には、他にもさまざまなところで彼にちなんだ地名があり、カンバーランド川、カンバーランド峡谷、カンバーランド山脈などがある。2005年には、BBCヒストリーマガジンのイギリス史上最悪の人物賞の18世紀部門賞を「受賞」した。彼の伝記が1766年および1876年に出版された。
スコットランドのネス湖岸の集落フォート・オーガスタスは、カンバーランド公にちなんで命名された砦の名称が地名となったものである。
ウィンザー・グレートパークには、カンバーランドの軍功を記念したオベリスクがある。このオベリスクにはこう刻まれている。「このオベリスクは国王ジョージ2世の、王子カンバーランド公爵ウィリアムの戦功と父王への謝意を記念するという命令により建立された。この銘板は国王ウィリアム4世陛下により刻まれた」とある。現地のガイドによると、元々は「カロデン」の地名が入っていたが、ヴィクトリア女王がカロデンの地名を撤去させたということである。

## 参考図書
- Henderson, Andrew (1766). A Life of the Duke of Cumberland
- Maclachlan, Campbell (1876). William Augustus, Duke of Cumberland
- Whitworth, Rex (1992). William Augustus Duke of Cumberland: A Life. Pen & Sword Books Ltd. ISBN 978-0-85052-354-6